# Pomacea pealiana
Pomacea pealiana е вид коремоного от семейство Ampullariidae.

## Разпространение
Видът е разпространен в Бразилия, Венецуела, Еквадор, Колумбия и Панама.